# Florjan pri Gornjem Gradu
Florjan pri Gornjem Gradu je naselje v Občini Gornji Grad.

## Etnološko
Tu je v letih 1950–1951 etnografska skupina Mestnega muzeja v Celju pod vodstvom Franceta Kotnika opravila več terenskih raziskav. Prispevki Jakoba Božiča, Franceta Hribernika, Franceta Kotnika, Jožeta Lekšeta, Draga Predana, Antona Stupica, Staneta Terčaka in Branka Zemljiča so bili objavljeni pod naslovoma Samine v katastrski občini Florijan nad Gornjim gradom in Savinjsko splavarstvo v prvem delu knjige Kotnikov zbornik (Celje: Mestni muzej, 1956).

## Znameniti domačin
V Florjanu nad Gornjim Gradom je bil rojen ter je delal in umrl:
- Anton Jamnik (1862–1942), izumitelj